# Гаскова, Зденка
Зденка Гаскова (чеш. Zdenka Hásková, род. 28 апреля 1878г.  Градиштко под Медникем — 7 ноября 1946г. Прага) — чешская писательница, журналистка, театральный критик, переводчица

.

## Жизнь и творчество
В 1992-1898 годах училась в женской гимназии Минерва в Праге (первой женской гимназии в странах Центральной Европы), затем на философском факультете Карлова университета, который окончила с дипломом доктора наук. В Карловом университете обучалась и дружила с Альбиной Гонзаковой - в будущем профессором школы Минерва,  Алисой Масариковой - президентом Чехословацкого общества Красного Креста.
В 1910-1918 годы редактировала газету Пражские новости, в 1918-1926 публиковала свои статьи в газете Чехословацкая республика, в этих своих работах Зденка Гаскова прежде всего касалась вопросов культуры. Занималась также художественными переводами с юго-славянских языков.
В 1928 году вышла замуж за писателя, юриста и политического деятеля Чехословакии Виктора Дыка.